# 川棚町立石木小学校
川棚町立石木小学校（かわたなちょうりつ いしきしょうがっこう）は、長崎県東彼杵郡川棚町石木郷にある公立小学校。

## 概要
歴史
1874年（明治7年）に創立。2014年（平成26年）に創立140周年を迎えた。
校訓
「元気・活気・機敏・忍耐」
校章
「石木小」の文字を図案化したものとなっている。
校歌
1951年（昭和26年）に制定。作詞は田嶋情一、作曲は山口健作による。歌詞は3番まであり、3番に校名の「石木」が登場する。
校区
「長崎県東彼杵郡川棚町」の「新百津、若草、旭ヶ丘、山手、石木、川原、岩屋、木場、猪乗、五反田、中山、上組」地区。中学校区は川棚町立川棚中学校。

## 沿革
- 1874年（明治7年）5月 - 岩屋郷川原の杉谷治作宅で児童の教育を開始。初代の長は朝永甚次郎（朝永三十郎の父、朝永振一郎の祖父）。
- 1876年（明治9年）- 石木郷上石木に校舎が完成し、第五大学区長崎県管下第二中学区彼杵郡川棚村の小学校として「繁谷小学校」と称する。
- 1878年（明治11年）
  - 郡制の施行により、彼杵郡が東西に分離。東彼杵郡に属することとなる。
  - 石木郷中央（上石木553番1号）に校舎が完成し、「石木小学校」に改称。
- 1884年（明治17年）- 統合により「 公立中等長濱小学校 石木分校」となる。
- 1886年（明治19年）
  - 長濱小学校から分離し「簡易石木小学校」として独立。後に「尋常石木小学校」に改称。
  - 東彼杵郡早岐村（現・佐世保市早岐地域）の権常寺に長崎県第十二高等小学校[2]が開校。
- 1889年（明治22年）4月1日 - 町村制の施行により、川棚村立の小学校となる。
- 1893年（明治26年）
  - 4月 - 「石木尋常小学校 」に改称。石木郷蔵本（現・JA長崎県央川棚支所の所在地）に校舎を新築。
  - この年 - 早岐村の長崎県第十二高等小学校が廃止されたため、高等科希望者は川棚尋常高等小学校の高等科に通学することになる。
- 1908年（明治41年）4月1日 - 小学校令の改正により、義務教育年限（尋常科の修業年限）が4年から6年に延長される。尋常科5・6年の新設が間に合わず、尋常科5・6年児童を川棚尋常高等小学校に委託。
- 1909年（明治42年）4月 - 尋常科5・6年を複式で設置。川棚尋常高等小学校への委託を終了。
- 1912年（大正元年）12月 - 村有田を運動場に編入。
- 1917年（大正6年）- 校舎を新築し、道をはさんで2棟となる。
- 1927年（昭和2年）4月 - 統合により、「川棚尋常高等小学校 石木分教場」となる。
- 1934年（昭和9年）11月3日 - 川棚村が町制施行で川棚町となる。これにより川棚町立の小学校となる。
- 1941年（昭和16 年）4月1日 - 国民学校令の施行により、「川棚町川棚国民学校 石木分教場」に改称。尋常科を初等科に改める（初等科6年）。
- 1944年（昭和19年）4月1日 - 川棚国民学校から分離し、「川棚町石木国民学校」として独立。
- 1945年（昭和20年）
  - 4月1日 - 高等科を設置。
  - 8月 - 上組郷旧工員宿舎を仮校舎として移転。
- 1947年（昭和22年）4月1日 - 学制改革（六・三制の実施）により、国民学校の初等科が改組され、「川棚町立石木小学校」（現校名）となる。
  - 高等科は新制中学校川棚町立川棚中学校に統合される。
- 1948年（昭和23年）9月 - 大水害により校舎が大破。備品書類等は流失。
- 1949年（昭和24年）10月 - 現在地に校舎を改築し移転を完了。
- 1951年（昭和26年）7月 - 校歌を制定。
- 1961年（昭和36年）1月 - 町境界変更により、旧波佐見町の中山地区の児童が転入。
- 1963年（昭和38年）4月 - 完全給食を開始。
- 1969年（昭和44年）
  - 4月 - 朝長家（創立者）顕彰碑を校庭入口に設置。
  - 7月 - プールが完成。
- 1972年（昭和47年）5月 - 川棚小学校に川棚町立学校給食センターが併設され、センター方式の給食が開始。
- 1976年（昭和51年）
  - 3月 - 鉄筋コンクリート造3階建ての校舎（第一期東側校舎）が完成。
  - 10月 - 鉄筋コンクリート造3階建ての校舎（第二期西側校舎）が完成。
- 1986年（昭和61年）4月 - 下組郷に新給食センターが完成。
- 2006年（平成18年）小学生クラス対抗30人31脚長崎県大会に出場（当時小学校6年生）
- 2007年（平成19年）小学生クラス対抗30人31脚長崎県大会に出場（当時小学校6年生）

## アクセス
最寄りのバス停
- 西肥自動車（西肥バス）「石木」バス停

最寄りの道路
- 長崎県道・佐賀県道4号川棚有田線
- 佐賀県道・長崎県道106号嬉野川棚線

## 周辺
- 東部地区コミュニティセンター

## 参考資料
- 「川棚町郷土誌」（2002年3月27日発行、川棚町教育委員会）p. 494 - p. 495

## 関連事項
- 長崎県小学校一覧